# Championnat de Bosnie-Herzégovine de football 2020-2021
Navigation
Édition précédente Édition suivante
La saison 2020-2021 du championnat de Bosnie-Herzégovine de football est la 29e édition du championnat de Bosnie-Herzégovine de football.
Le championnat oppose les douze meilleurs clubs de Bosnie-Herzégovine en une série de trente-trois rencontres, où chaque équipe se rencontre trois fois. Le premier est sacré champion, tandis que les deux derniers sont relégués en deuxième division.
Les trois premières places sont qualificatives pour les compétitions européennes (1 place au premier tour de qualification en Ligue des champions 2021-2022 et 2 au premier tour de qualification en Ligue Europa Conférence 2021-2022). Une autre place au premier tour de qualification de la Ligue Europa Conférence est garantie au vainqueur de la Coupe de Bosnie-Herzégovine.
Le FK Borac Banja Luka remporte son 2e titre de champion lors de l'avant-dernière journée de la saison.

## Participants
Légende des couleurs
- Premier tour de qualification de la Ligue des champions 2020-2021
- Premier tour de qualification de la Ligue Europa 2020-2021
- Promu de deuxième division 2019

| Club                    | Présent depuis | Classement 2019-2020 | Stade                      | Capacité |
| ----------------------- | -------------- | -------------------- | -------------------------- | -------- |
| FK Sarajevo             | 2000           | 1er                  | Stade Asim-Ferhatović-Hase | 37 500   |
| FK Željezničar Sarajevo | 2000           | 2e                   | Stade Grbavica             | 13 140   |
| HŠK Zrinjski Mostar     | 2000           | 3e                   | Stade Pod Bijelim Brijegom | 9 000    |
| FK Borac Banja Luka     | 2019           | 4e                   | Gradski stadion            | 10 030   |
| FK Tuzla City           | 2018           | 5e                   | Stade de Tušanj            | 7 200    |
| FK Radnik Bijeljina     | 2012           | 6e                   | Gradski stadion            | 6 000    |
| NK Široki Brijeg        | 2000           | 7e                   | Pecara Stadion             | 7 000    |
| FK Velež Mostar         | 2019           | 8e                   | Stadion Rođeni             | 7 000    |
| FK Sloboda Tuzla        | 2014           | 9e                   | Stade de Tušanj            | 7 200    |
| Mladost Doboj Kakanj    | 2015           | 10e                  | MGM Farm Arena             | 3 000    |
| FK Olimpik Sarajevo     | 2020           | 1er (D2)             | Stadion Otoka              | 3 000    |
| FK Krupa (en)           | 2020           | 2e (D2)              | Gradski Stadion            | 3 500    |

| \| Sarajevo Željezničar Zrinjski Banja Luka Tuzla Bijeljina Brijeg Velež Tuzla Kakanj Krupa Olimpik \| Localisation des clubs engagés dans le championnat. |
| Sarajevo Željezničar Zrinjski Banja Luka Tuzla Bijeljina Brijeg Velež Tuzla Kakanj Krupa Olimpik                                                           |

## Compétition
Le classement est établi sur le barème de points classique (victoire à 3 points, match nul à 1, défaite à 0).
Pour départager les égalités si le titre, la qualification européenne ou la relégation est en jeu, on tient d'abord compte des confrontations directes (points, buts marqués, buts marqués à l'extérieur), puis de la différence de buts générale et en dernier recours les deux équipes jouent une rencontre d'appui sur terrain neutre.
Sinon, on tient d'abord compte de la différence de buts générale et du nombre de buts marqués.
| \| Rang \| Équipe \| Pts \| J \| G \| N \| P \| Bp \| Bc \| Diff \| \| ---- \| --------------------- \| --- \| -- \| -- \| -- \| -- \| -- \| -- \| ---- \| \| 1 \| FK Borac Banja Luka \| 67 \| 33 \| 21 \| 4 \| 8 \| 59 \| 31 \| +28 \| \| 2 \| FK Sarajevo T C \| 65 \| 33 \| 18 \| 11 \| 4 \| 53 \| 24 \| +29 \| \| 3 \| FK Velež Mostar \| 61 \| 33 \| 16 \| 13 \| 4 \| 50 \| 30 \| +20 \| \| 4 \| Široki Brijeg [c 1] \| 59 \| 33 \| 17 \| 8 \| 8 \| 47 \| 30 \| +17 \| \| 5 \| Zrinjski Mostar \| 59 \| 33 \| 18 \| 5 \| 10 \| 50 \| 30 \| +20 \| \| 6 \| FK Tuzla City \| 48 \| 33 \| 13 \| 9 \| 11 \| 36 \| 35 \| +1 \| \| 7 \| Željezničar Sarajevo \| 44 \| 33 \| 12 \| 8 \| 13 \| 50 \| 43 \| +7 \| \| 8 \| Sloboda Tuzla \| 37 \| 33 \| 10 \| 7 \| 16 \| 31 \| 41 \| -10 \| \| 9 \| Mladost Doboj Kakanj \| 30 \| 33 \| 8 \| 6 \| 19 \| 26 \| 57 \| -31 \| \| 10 \| FK Krupa P \| 28 \| 33 \| 7 \| 7 \| 19 \| 26 \| 46 \| -20 \| \| 11 \| Radnik Bijeljina \| 25 \| 33 \| 5 \| 10 \| 18 \| 26 \| 51 \| -25 \| \| 12 \| FK Olimpik Sarajevo P \| 25 \| 33 \| 7 \| 4 \| 22 \| 22 \| 58 \| -36 \| | Qualifications européennes Ligue des champions 2021-2022 - 1er : 1er tour de qualification Ligue Europa Conférence 2021-2022 - C, 3e et 4e : 1er tour de qualification Relégation - 11e et 12e : relégation en Prva Liga Abréviations - T : Tenant du titre - C : Vainqueur de la Coupe de Bosnie-Herzégovine 2020-2021 - P : Promus de Prva Liga 2018-2019 |     |    |    |    |    |    |    |      |
| Rang | Équipe | Pts | J  | G  | N  | P  | Bp | Bc | Diff |
| 1 | FK Borac Banja Luka | 67  | 33 | 21 | 4  | 8  | 59 | 31 | +28  |
| 2 | FK Sarajevo T C | 65  | 33 | 18 | 11 | 4  | 53 | 24 | +29  |
| 3 | FK Velež Mostar | 61  | 33 | 16 | 13 | 4  | 50 | 30 | +20  |
| 4 | Široki Brijeg | 59  | 33 | 17 | 8  | 8  | 47 | 30 | +17  |
| 5 | Zrinjski Mostar | 59  | 33 | 18 | 5  | 10 | 50 | 30 | +20  |
| 6 | FK Tuzla City | 48  | 33 | 13 | 9  | 11 | 36 | 35 | +1   |
| 7 | Željezničar Sarajevo | 44  | 33 | 12 | 8  | 13 | 50 | 43 | +7   |
| 8 | Sloboda Tuzla | 37  | 33 | 10 | 7  | 16 | 31 | 41 | -10  |
| 9 | Mladost Doboj Kakanj | 30  | 33 | 8  | 6  | 19 | 26 | 57 | -31  |
| 10 | FK Krupa P | 28  | 33 | 7  | 7  | 19 | 26 | 46 | -20  |
| 11 | Radnik Bijeljina | 25  | 33 | 5  | 10 | 18 | 26 | 51 | -25  |
| 12 | FK Olimpik Sarajevo P | 25  | 33 | 7  | 4  | 22 | 22 | 58 | -36  |

- FK Krupa et Mladost Doboj Kakanj n'obtiennent pas de licence pour la prochaine saison et sont relégués.

1. ↑  Le Široki Brijeg se place devant le Zrinjski Mostar selon le critère des confrontations directes (deux victoires pour le Široki Brijeg, une victoire pour le Zrinjski Mostar).

## Bilan de la saison
| Championnat de Bosnie-Herzégovine de football 2020-2021                        |                                |
| Champion                                                                       | FK Borac Banja Luka (2e titre) |
| Dauphin                                                                        | FK Sarajevo                    |
| Coupes et trophées                                                             |                                |
| Vainqueur de la Coupe de Bosnie-Herzégovine 2020-2021                          | FK Sarajevo                    |
| Qualifications continentales                                                   |                                |
| Ligue des champions de l'UEFA 2021-2022                                        | FK Borac Banja Luka            |
| Ligue Europa Conférence 2021-2022                                              | FK Sarajevo                    |
| Ligue Europa Conférence 2021-2022                                              | FK Velež Mostar                |
| Ligue Europa Conférence 2021-2022                                              | NK Široki Brijeg               |
| Promotions et relégations                                                      |                                |
| Promus en Championnat de Bosnie-Herzégovine de football                        | NK Posušje                     |
| Promus en Championnat de Bosnie-Herzégovine de football                        | FK Leotar Trebinje             |
| Promus en Championnat de Bosnie-Herzégovine de football                        | FK Rudar Prijedor              |
| Relégués en Championnat de Bosnie-Herzégovine de football de deuxième division | Mladost Doboj Kakanj           |
| Relégués en Championnat de Bosnie-Herzégovine de football de deuxième division | FK Olimpik Sarajevo            |
| Relégués en Championnat de Bosnie-Herzégovine de football de deuxième division | FK Krupa                       |